# Clinopisthidae
Clinopisthidae zijn een uitgestorven familie van tweekleppigen uit de orde Solemyida.